# Station Trzebieńczyce
Station Trzebieńczyce is een spoorwegstation in de Poolse plaats Trzebieńczyce.